# استراحة أثناء الهروب إلى مصر
استراحة أثناء الهروب إلى مصر هي لوحة زيتية رسمها كارافاجيو في عام 1597، اللوحة حالياً ضمن مقتنيات معرض دوريا بامفيلي في روما.